# Turbo cailletii
Turbo cailletii is een slakkensoort uit de familie van de Turbinidae. De wetenschappelijke naam van de soort is voor het eerst geldig gepubliceerd in 1856 door P. Fischer & Bernardi.